# Through the Rain
«Through the Rain» — песня, написанная Мэрайей Кэри и Lionel Cole для девятого студийного альбома «Charmbracelet», была издана в 2002 году ведущим синглом альбома, в котором героиня песни смело смотрит на многие проблемы, и преодолевает их «сквозь дождь».

## Выпуск и прием сингла
Многие ожидали, что «Through the Rain» вернет Мэрайю на прежние лидирующие позиции в мировой музыкальной индустрии после краха саундтрек-альбома «Glitter» (2001) и синглов того времени. И все таки, «Through the Rain» не занял лидирующих позиций и сингл провалился, как и прошлый альбом. Трек занял только 81 строчку в чартах США, и ни разу не вошёл в чарт Hot 100 Airplay.

## Официальные ремиксы
- «Through the Rain» Hex Hector & Mac Quayle (HQ2)
- «Through the Rain» Maurice Joshua
- «Through the Rain» Full Intention
- «Through the Rain» Boris Dlugosch & Michi Lange (Boris & Michi)

## Видео
Режиссёр видео — Дэйв Мейерс. Съемки проходили в городе Нью-Йорке. Сюжет видеоклипа был основан на тайном романе родителей Мэрайи — Альфреда и Патрисии (роль родителей исполнили J.D. Williams и Jamie-Lynn Sigler). Основная тема альбома также тесно переплетается с личной жизнью певицы.

## Позиции в чартах
| Чарты                               | Место |
| ----------------------------------- | ----- |
| США Billboard Hot 100               | 81    |
| США Billboard Hot R&B/Hip-Hop Songs | 69    |
| США Billboard Hot Dance Club Play   | 1     |
| США Billboard Mainstream Top 40     | 26    |
| Канада Сингл Чарт                   | 5     |
| Бразилия Лучшие 100 Синглов         | 7     |
| Италия Лучшие 50 Синглов            | 7     |
| Швеция Лучшие 60 Синглов            | 7     |
| Швейцария Лучшие 100 Синглов        | 7     |
| Великобритания Лучшие 75 Синглов    | 8     |
| Португалия Лучшие 50 Синглов        | 8     |
| Нидерланды Лучшие 100 Синглов       | 9     |
| Испания Лучшие 40 Синглов           | 9     |
| Австралия ARIA Singles Chart        | 15    |
| Норвегия Лучшие 20 Синглов          | 15    |
| Объединенный мировой чарт           | 15    |
| Ирландия Top 50 Singles             | 16    |
| Франция Лучшие 100 Синглов          | 22    |
| Япония Лучшие Зарубежные Синглы     | 26    |
| Германия Лучшие 100 Синглов         | 36    |
| Новая Зеландия Лучшие 50 Синглов    | 37    |
| Австрия Лучшие 75 Синглов           | 45    |